# (189398) Soemmerring
(189398) Soemmerring est un astéroïde de la ceinture principale.

## Description
(189398) Soemmerring est un astéroïde de la ceinture principale. Il fut découvert le 7 mai 2008 à Taunus par Stefan Karge et Rainer Kling. Il présente une orbite caractérisée par un demi-grand axe de 2,59 UA, une excentricité de 0,16 et une inclinaison de 5,0° par rapport à l'écliptique.

## Compléments